# Brachypyrrhyllis fuscoclypeata
Brachypyrrhyllis fuscoclypeata är en insektsart som beskrevs av Ronald Gordon Fennah 1967. Brachypyrrhyllis fuscoclypeata ingår i släktet Brachypyrrhyllis och familjen vedstritar. Inga underarter finns listade i Catalogue of Life.